# Världsmästerskapen i skidskytte 1965
De sjätte världsmästerskapen i skidskytte  genomfördes 1965 i Elverum i Norge.
Eftersom OS genomfördes 1964 anordnades det året inga världsmästerskap.
Fram till 1966 utsågs världsmästare i en enda disciplin – 20 km individuellt  – idag vanligtvis benämnd ”distans”. I samband med tävlingarna genomfördes även en stafettävling, som emellertid fram till 1966 betraktades som inofficiell varför inga medaljer utdelades. Stafetten kallades för ”ramprogram”. 
Till och med 1983 anordnades världsmästerskap i skidskytte endast för herrar.

## Resultat

### Distans herrar 20 km
| Placering | Tävlande        | Land          | Tid       |
| --------- | --------------- | ------------- | --------- |
| 1.        | Olav Jordet     | Norge         | 1:23.34,9 |
| 2.        | Nikolaj Pusanov | Sovjetunionen | 1:23.57,0 |
| 3.        | Antti Tyrväinen | Finland       | 1:23.57,6 |

### Stafett 3 x 7,5 km herrar (inofficiell tävling)
| Placering | Land          | Tävlande                                                    |
| --------- | ------------- | ----------------------------------------------------------- |
| 1.        | Norge         | Olav Jordet, Ola Wærhaug, Ivar Norkild,                     |
| 2.        | Sovjetunionen | Nikolaj Pusanov, Vladimir Melanin, Vasilij Makarov          |
| 3.        | Polen         | Stanislaw Szczepaniak, Jozef Rubis, Jozef Sobczak-Gasienica |

## Medaljfördelning
| Plats | Land          | Guld | Silver | Brons | Totalt |
| ----- | ------------- | ---- | ------ | ----- | ------ |
| 1     | Norge         | 1    | 0      | 0     | 1      |
| 2     | Sovjetunionen | 0    | 1      | 0     | 1      |
| 3     | Finland       | 0    | 0      | 1     | 1      |